# DNF (软件)

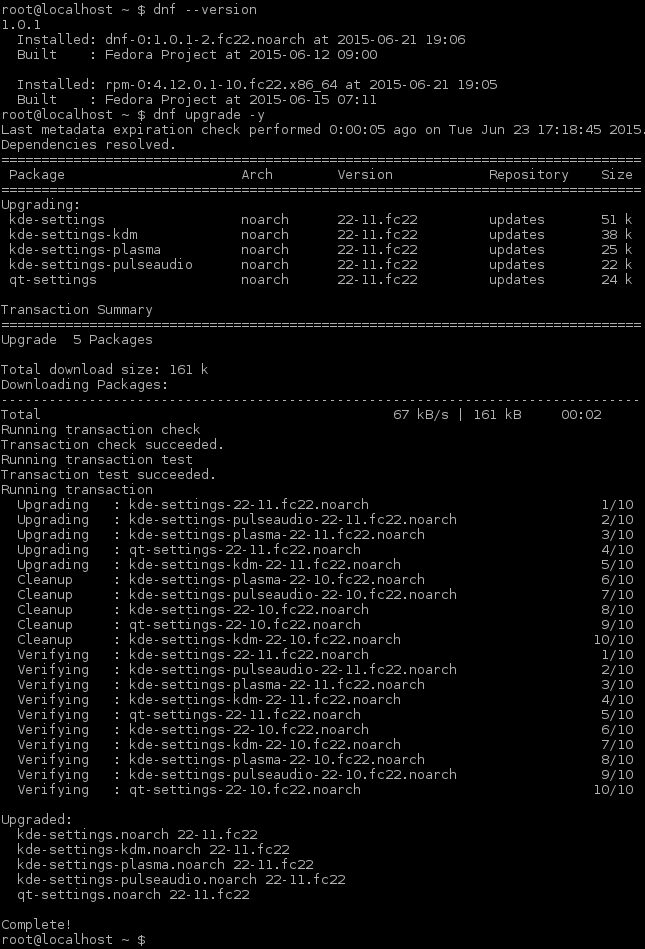
DNF 更新的 Fedora 22

DNF，全称Dandified Yum，是RPM发行版的软件包管理器Yellowdog Updater, Modified（yum）的下一代版本。DNF最早出现在Fedora 18中，並在Fedora 22、RHEL8中替代yum。DNF旨在解决部分yum已知的不足之处，包括糟糕的性能、高内存使用、缓慢的迭代拓撲排序。DNF使用了外部依赖解析器libsolv。